# Francis Pelichek
Francis Pelichek (Praga, 1896 - Porto Alegre, 1937) fue un pintor, ilustrador y diseñador checo, naturalizado brasileño.

## Trayectoria
Después de realizar estudios con Emilio Dité y Francis Kysela, se traslada a Brasil, en el año 1920. Trabaja como ilustrador en la Revista do Globo y en libros de literatura. Realiza varias exposiciones y se dedica a la docencia, teniendo como alumnos a muchos que serían destacados artistas. Con variaciones de estilo, entre el naturalismo y el modernismo, pintó retratos, paisajes y escenas costumbristas, mostrando solidez en el empleo de óleos, acuarelas y pasteles.

## Referencias

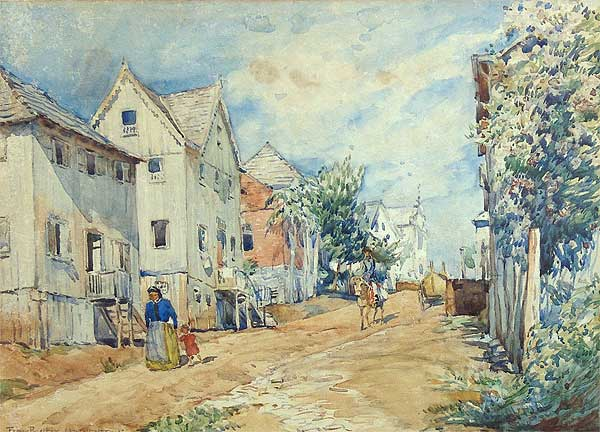
Monte Veneto